# Bembidion egens
Bembidion egens är en skalbaggsart som beskrevs av Thomas Casey. Bembidion egens ingår i släktet Bembidion och familjen jordlöpare. Inga underarter finns listade i Catalogue of Life.